# Mesures Canada
Mesures Canada est un organisme d'Innovation, Sciences et Développement économique au Canada. Il a la responsabilité de garantir l'exactitude des biens mesurés ainsi que les appareils de mesure, d'élaborer et d'appliquer les lois relatives à la précision de la mesure, d'enquêter sur les plaintes de mesures inexactes soupçonnées,.